# Tachinus subterraneus
Tachinus subterraneus es una especie de escarabajo del género Tachinus, familia Staphylinidae. Fue descrita por Linnaeus en 1758.
Mide 5-6.5 mm. Con élitros bien definidos. Es nativa del Paleárticoː Suecia, Reino Unido, Francia, Noruega, Finlandia, Alemania, Países Bajos, Estonia, Austria, Rusia, Luxemburgo, Bélgica, Italia, Letonia, Bielorrusia, Chequia, Grecia, Croacia, Hungría, Polonia y Serbia. Ha sido introducida en Norteamérica (Canadá, Estados Unidos).